# WASP-11/HAT-P-10
WASP-11/HAT-P-10 — звезда в созвездии Овна на расстоянии около 408 световых лет от нас. Вокруг звезды обращается, как минимум, одна планета.

## Характеристики
Звезда представляет собой оранжевый карлик главной последовательности с массой и диаметром, равными 0,82 и 0,81 солнечных соответственно.

## Планетная система

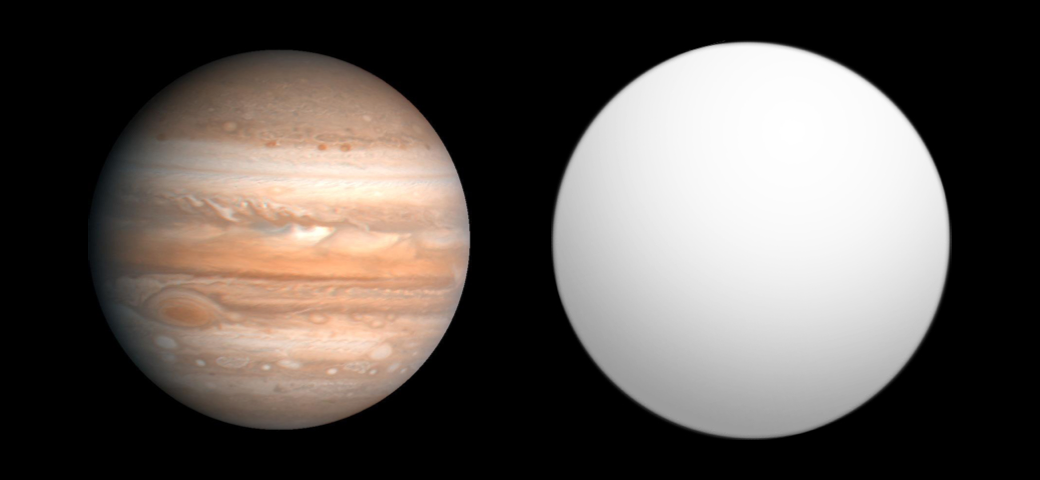
Сравнительные размеры WASP-11/HAT-P-10 b и Юпитера.

В апреле 2008 года команда астрономов, работающих с телескопом SuperWASP, анонсировала открытие планеты в данной системе, которую они назвали WASP-11 b. Однако в данном пресс-релизе не были указаны данные местонахождения системы. В сентябре группа учёных, работающих в рамках проекта HATNet, объявила об открытии планеты HAT-P-10 b, указав координаты и характеристики системы. Чуть позже была опубликована анонсированная в апреле работа астрономов с проекта SuperWASP. Как оказалось, обе группы исследователей независимо друг от друга открыли одну и ту же планету. Поэтому у неё получилось довольно громоздкое двойное название — WASP-11/HAT-P-10 b. Сама планета представляет собой горячий юпитер — газовый гигант с массой и радиусом, равными 46 % и 104 % юпитерианских. Она обращается очень близко к родительской звезде — на расстоянии 0,044 а. е., совершая полный оборот за 3,7 суток.